# Kugelstoßen

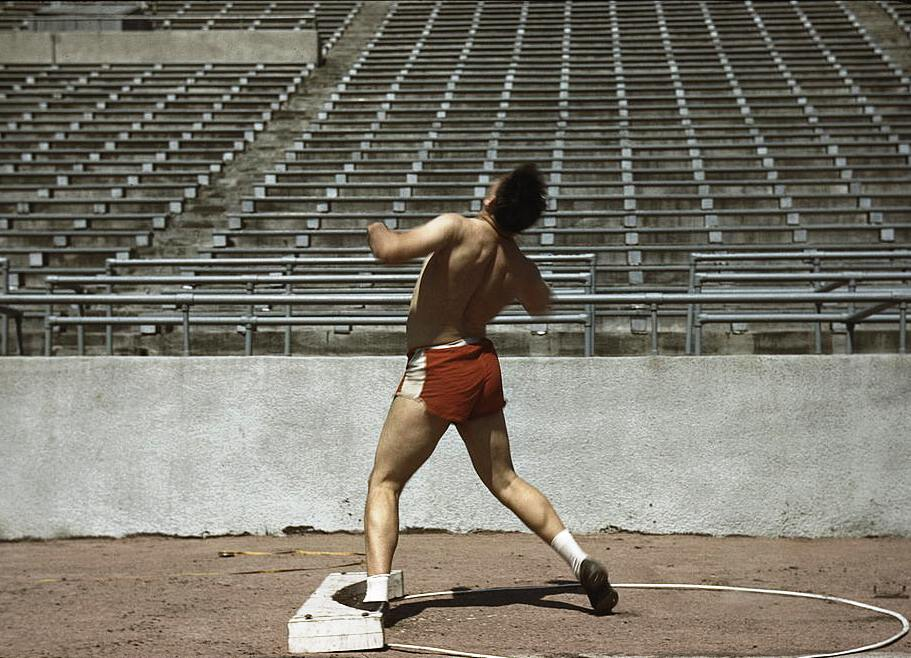
Kugelstoßer in Aktion

Kugelstoßen (auch Kugelstoß) ist eine Disziplin der Leichtathletik, bei der eine Metallkugel durch explosionsartiges Strecken des Arms möglichst weit gestoßen wird. Der Wettkämpfer hat zum Schwungholen einen Kreis mit einem Durchmesser von 2,13 Metern (7 englische Fuß) zur Verfügung. Der Stoß wird nur als gültiger Versuch gewertet, wenn der Sportler den Kreis nach dem Aufschlagen der Kugel kontrolliert nach hinten verlässt. Im Wettkampf stehen drei Versuche zur Verfügung. Weitere drei gibt es für die besten acht Stoßer.
Kugelstoßen ist auch eine Teildisziplin im Mehrkampf (Siebenkampf, Zehnkampf). Es gibt auch bei den Highland Games und beim Sportabzeichen dem Kugelstoßen ähnliche Disziplinen. Der Weltrekord der Männer steht bei 23,56 m, der der Frauen bei 22,63 m. Zum Programm der Olympischen Spiele gehört das Kugelstoßen für die Männer seit 1896 in Athen und für die Frauen seit 1948 in London. Bei den Paralympics liegt der Weltrekord bei 15,07 m bei den Männern und bei 13,96 m bei den Frauen.
Bereits bei der erstmaligen Teilnahme von Frauen an den Deutschen Meisterschaften am 14./15. August 1920 gehörte das Kugelstoßen zum Wettkampfprogramm (zusammen mit 100-Meter-Lauf, 4-mal-100-Meter-Staffel und Weitsprung).

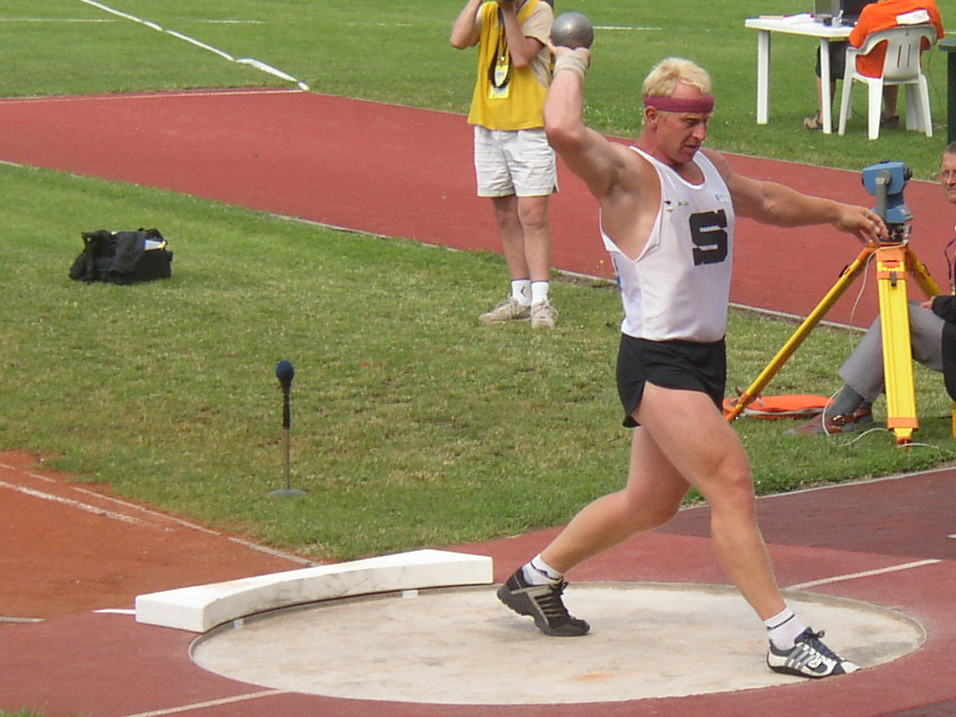
Ausgangsposition

## Geschichte und Regeln
Stoß- und Wurfwettbewerbe mit schweren Steinen gab es schon in der Antike. Homer berichtet darüber beispielsweise in der Ilias. Wahrscheinlich ist das Kräftemessen mittels Weitwurf schwerer Gegenstände auch schon seit viel früherer Zeit Bestandteil der menschlichen Kulturgeschichte, da es eine Variation natürlicher Bewegungsabläufe ist.
Später wurden Metallstücke, Kanonenkugeln und andere geeignete Gegenstände verwendet.
Die bis heute gültigen Maße und Gewichte (für Männer) wurden im Jahr 1860 festgelegt. Das Gewicht der Kugel beträgt 7,260 kg. Gestoßen wurde damals noch aus einem Quadrat mit 7 Fuß (2,1336 Meter) Seitenlänge. 1906 wurde aus dem Quadrat ein Kreis mit diesem Maß als Durchmesser. Bei den Frauen wiegt die Kugel genau 4 kg. Auf diese Masse einigte sich die Frauensport-Föderation FSFI 1926, nachdem zuvor mit 3,25- und 5-kg-Kugeln gestoßen wurde.
Die Kugel muss laut Reglement vollkommen rund sein, und die äußere Hülle darf nicht weicher als Messing sein, ansonsten kann sie aus einem beliebigen Material bestehen. Der Schwerpunkt muss in der Mitte liegen. Die meisten Kugeln im Wettkampfsport bestehen aus Eisenlegierungen mit oder ohne farbige Beschichtung; für den Schulsport und Training kommen auch andere Materialien in Frage. Der Durchmesser muss zwischen 110 und 130 Millimeter (Männer) bzw. 95 und 110 Millimeter (Frauen) betragen.
In den Jugend- und Seniorenklassen werden je nach Altersgruppe andere Gewichte gestoßen. Die Bandbreite schwankt dabei von 2 bis zu 6 Kilogramm.
Der Stoßring ist in Abwurfrichtung mit einem bogenförmigen Balken (meist aus Holz) von wenigen Zentimeter Höhe versehen, der während des Versuchs vom Athleten nur an der Innenseite berührt werden darf. Der Abwurfsektor wurde von der IAAF zum 1. Januar 2003 von 40° auf 34,92° Öffnungswinkel verkleinert. Die Kugel muss innerhalb des Kreissektors aufkommen. Sie darf nach Beginn des Versuchs nicht unter Schulterhöhe gesenkt und nicht geworfen (etwa durch das Vorziehen des Ellenbogens) oder geschleudert werden. Der Athlet darf den Ring nicht verlassen, solange die Kugel nicht aufgekommen ist. Außerdem darf nicht über bzw. auf den Balken getreten werden. Gemessen wird die Weite vom inneren Rand des Rings bis zur Einschlagstelle (nächster Eindruck zum Ring). Der Kreis darf nach dem Abwurf nur nach hinten oder zur Seite verlassen werden, damit der Stoß gültig gewertet wird.

## Meilensteine
- Männer
  - erster offizieller Weltrekord: 15,54 m, Ralph Rose (USA), 1909
  - erste Weite über 16 Meter: 16,04 m, Emil Hirschfeld (GER), 1928
  - erste Weite über 17 Meter: 17,40 m, Jack Torrance (USA), 1934
  - erste Weite über 18 Meter: 18,00 m, Parry O’Brien (USA), 1953
  - erste Weite über 19 Meter: 19,06 m, Parry O’Brien (USA), 1956
  - erste Weite über 20 Meter: 20,06 m, Bill Nieder (USA), 1960
  - erste Weite über 21 Meter: 21,52 m, Randy Matson (USA), 1965
  - erste Weite über 22 Meter: 22,86 m, Brian Oldfield (USA), 1975
  - erste Weite über 22 Meter: 22,00 m, Alexander Baryschnikow (URS), 1976
  - erste Weite über 23 Meter: 23,06 m, Ulf Timmermann (DDR), 1988

° Da Oldfield zu dieser Zeit als Berufssportler für die International Track Association startete, hat die IAAF auch nach dessen Reamateurisierung 1980 die Leistung nicht anerkannt.
- Frauen
  - erster offizieller Weltrekord: 10,15 m, Violette Gouraud-Morris (FRA), 1924
  - erste Weite über 11 Meter: 11,32 m, Ruth Lange (GER), 1927
  - erste Weite über 12 Meter: 12,85 m, Grete Heublein (GER), 1929
  - erste Weite über 13 Meter: 13,70 m, Grete Heublein (GER), 1931
  - erste Weite über 14 Meter: 14,38 m, Gisela Mauermayer (GER), 1934
  - erste Weite über 15 Meter: 15,02 m, Anna Andrejewa (URS), 1950
  - erste Weite über 16 Meter: 16,20 m, Galina Sybina (URS), 1953
  - erste Weite über 17 Meter: 17,25 m, Tamara Press (URS), 1959
  - erste Weite über 18 Meter: 18,55 m, Tamara Press (URS), 1962
  - erste Weite über 19 Meter: 19,07 m, Margitta Gummel (DDR), 1968
  - erste Weite über 20 Meter: 20,09 m, Nadeschda Tschischowa (URS), 1969
  - erste Weite über 21 Meter: 21,03 m, Nadeschda Tschischowa (URS), 1972
  - erste Weite über 22 Meter: 22,32 m, Helena Fibingerová (TCH), 1977

## Bedeutende Sportler
- drei Olympiasiege

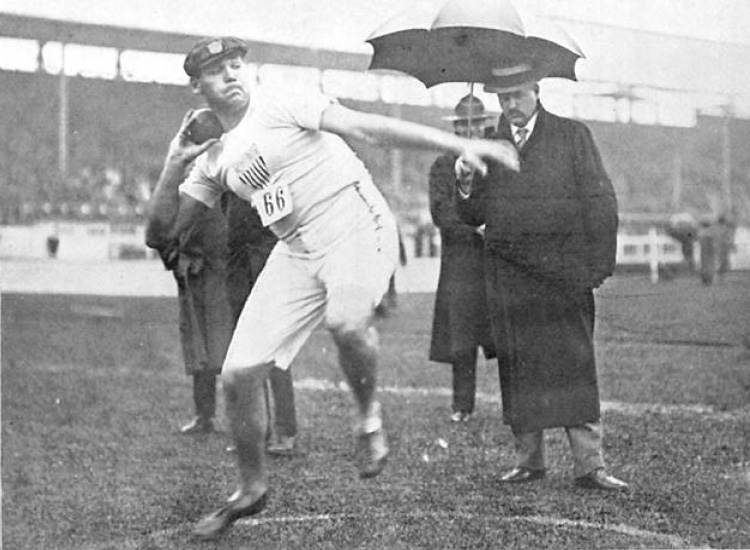
Erster Medaillengewinner Ralph Rose 1908

  - Ryan Crouser (USA), 2016, 2020 und 2024; dazu Weltmeister 2022 und 2023
- zwei Olympiasiege
  - Ralph Rose (USA), 1904 und 1908
  - Parry O’Brien (USA), 1952 und 1956
  - Tamara Press (URS), 1960 und 1964
  - Tomasz Majewski (POL), 2008 und 2012
  - Valerie Adams (NZL), 2008 und 2012
- vier Weltmeistertitel
  - Valerie Adams (NZL) 2007, 2009, 2011 und 2013
- drei Weltmeistertitel
  - Werner Günthör (SUI) 1987, 1991 und 1993
  - Astrid Kumbernuss (GER), 1995, 1997 und 1999
  - John Godina (USA), 1995, 1997 und 2001

Der erste Star des Kugelstoßens war Anfang des 20. Jahrhunderts der US-Amerikaner Ralph Rose, dessen Weltrekord von 15,54 m rund 18 Jahre lang nicht überboten werden konnte. Er gewann 1904 bei den Olympischen Spielen in St. Louis mit 19 Jahren die Goldmedaille und war damit der bisher jüngste Olympiasieger aller Zeiten im Kugelstoßen. Er konnte seinen Erfolg bei den Spielen 1908 in London vier Jahre später wiederholen.
Zwischen 1952 in Helsinki und 1956 in Melbourne beherrschte der US-Amerikaner Parry O’Brien diese Disziplin. 116 Wettbewerbe hintereinander blieb er ungeschlagen. Er gewann zwei olympische Goldmedaillen und gilt als Begründer der O'Brien-Technik (Rückenstoß- oder Angleittechnik), die heute noch verwendet wird.
Zwischen 1972 und 1976 dominierte Brian Oldfield das Kugelstoßen. Da er aber als Berufssportler für die International Track Association startete, wurden seine mit der Drehstoßtechnik erzielten Leistungen zwar bewundert, aber von der IAAF nicht anerkannt. Anschließend beherrschte der DDR-Athlet Udo Beyer oft die internationale Konkurrenz. Von 1977 bis 1987 war er elfmal in ununterbrochener Folge DDR-Meister, verbesserte dreimal (1978, 1983 und 1986) den Weltrekord auf zuletzt 22,64 m, gewann bei Olympia 1976 Gold, 1980 Bronze, war mehrfach Europameister und Weltcupsieger, zweimal Hallenweltmeister und gewann zahlreiche bedeutende internationale Sportfeste. Obwohl er nach den Olympischen Spielen 1988 schon seinen Rücktritt erklärt hatte, trat er nach der politischen Wende in der DDR wieder in den Ring, wurde 1992 Deutscher Meister und beendete nach der Olympiateilnahme in Barcelona (in der Qualifikation ausgeschieden) im gleichen Jahr endgültig seine Karriere.
Mitte der 1980er Jahre begann die große Zeit von Beyers designiertem Nachfolger, schärfstem Rivalen und gutem Freund Ulf Timmermann. Er stieß als erster die Kugel über 23 Meter (23,06 m) weit und wurde 1988 in Seoul Olympiasieger. Bis 2004 schaffte es kein Athlet, mehr Wettkämpfe mit Weiten über 22 Metern zu beenden als Ulf Timmermann. Timmermann zählte mit ca. 115 bis 120 kg Wettkampfgewicht eher zu den „Leichtgewichten“ seiner Sportart, galt aber bei vielen Fachleuten als der beste Techniker. 1992 beendete er nach einem fünften Platz in Barcelona zusammen mit Beyer seine internationale Karriere.
Der Dritte „Große“ im europäischen Kugelstoßen war der Schweizer Werner Günthör, der 1986 Europameister und 1987, 1991 und 1993 Weltmeister wurde. 1988 gewann er bei den Olympischen Spielen in Seoul Bronze.
Bei den Frauen weist die Deutsche Astrid Kumbernuss in den 1990er Jahren eine vergleichbare Erfolgsliste auf. Sie wurde drei Mal Weltmeisterin (1995, 1997, 1999) und Olympiasiegerin 1996 in Atlanta.
Valerie Adams aus Neuseeland gewann später bei vier Weltmeisterschaften (2007, 2009, 2011 und 2013) und zwei Olympischen Spielen (2008 in Peking und 2012 in London).
Die erste offiziell registrierte Weltrekordlerin war 1934 Gisela Mauermayer aus Deutschland.
So dominant wie bei den Männern die US-Amerikaner waren bei den Frauen die Sportlerinnen der UdSSR, die bis in die 1960er Jahre das Maß aller Dinge darstellten. Erst Margitta Gummel aus der DDR konnte Ende der Sechziger in diese Phalanx einbrechen. Ihr folgten weitere DDR-Sportlerinnen wie Ilona Slupianek (1980er Jahre), die sich mit den sowjetischen Athletinnen in den Sieger- und Rekordlisten abwechselten.

## Technik
Die Kugel wird auf die Fingerwurzeln der Wurfhand gelegt und seitlich neben dem Kinn am Hals gehalten.
Für den Schulsport und das Erlernen empfehlen Sportwissenschaftler den Standstoß bzw. den Stoß mit Nachstellschritt. Dabei wird der Oberkörper nur leicht geneigt und bewegt sich in einer Streck-Drehbewegung mit Beinunterstützung von einer seitlichen Grundposition in Abstoßrichtung.
Die O’Brien-Technik (auch: Rückenstoß- oder Angleittechnik) wurde in den 1950er Jahren vom US-Amerikaner Parry O’Brien eingeführt, der damit mehrere Jahre das Kugelstoßen dominierte. Dabei dreht sich der Athlet in stark gebeugter Haltung mit dem Rücken zur Stoßrichtung ein und dreht sich in einem flüssigen Bewegungsablauf in die gestreckte Abstoßphase, wobei ein Bein während der Halbdrehung zusätzlichen Schwung verleiht. Während des Abstoßes wird das Gewicht auf das Schwungbein verlagert.
Ähnlich der Rückenstoßtechnik ist die Wechselschritttechnik, wobei dort das andere Bein als Schwungbein fungiert und etwa in der Kreismitte aufsetzt. Danach zieht das Standbein schnell vorbei in Richtung Balken, um von dort in die Abstoßphase überzugehen. Diese Technik ist unter Mehrkämpfern (außerhalb des Spitzensports) weiterhin beliebt, weil sie für die meisten Athleten leichter zu beherrschen ist und dennoch dem Standstoß deutlich überlegen ist.
Die Drehstoßtechnik wurde 1976 vom sowjetischen Kugelstoßer Alexandr Baryschnikow eingeführt, der damit erstmals die 22-Meter-Marke erreichte. Der Athlet vollführt dabei eine eineinhalbfache Drehung, bei der das Gewicht von einem Bein auf das andere verlagert wird. Die durch die Drehung verursachte Beschleunigung des Körpers wird auf die Kugel übertragen. Diese Technik kann für besonders schwere Athleten von Vorteil sein, ist aber auch die technisch anspruchsvollste.
Die Vorteile der Drehstoßtechnik kommen nur bei optimalem Bewegungsablauf und extrem guter Koordinationsfähigkeit zur Geltung. Deshalb beherrschte die Angleittechnik mit Athleten wie Udo Beyer, Ulf Timmermann und Werner Günthör auch lange Zeit danach noch die großen internationalen Wettbewerbe. Erst seit Ende der 1990er Jahre wurde die Drehstoßtechnik mit Siegen US-amerikanischer Athleten wieder zunehmend beliebter.
Bis dahin galt, dass sich das Angleiten mehr für große athletische Sportler eigne, während der Drehstoß für etwas kleinere, aber sehr schwere Stoßer Vorteile habe. Erfolge wie die des 2,03 m großen Ryan Crouser sprechen jedoch dafür, dass auch sehr große Athleten dank moderner Trainingstechniken in der Lage sind, aus der Drehstoßtechnik Vorteile zu ziehen. Ausschlaggebend ist dabei die optimale Übertragung der Körperkraft auf den Beschleunigungsweg der Kugel. Bei der Drehstoßtechnik ist der Beschleunigungsweg bei optimaler Ausführung in der Ausstoßphase leicht länger. Allerdings wird ein Teil der Kraft darauf verwendet, der Zentrifugalkraft der Kugel während der Drehung entgegenzuwirken.
Warum die Drehstoßtechnik bei Frauen bislang nur selten erfolgreich eingesetzt wird, ist noch nicht eindeutig geklärt. Als Grund wird erstens das im Verhältnis zum Körper geringere Kugelgewicht genannt, wodurch auch die erzeugte Gegenkraft geringer ausfällt. Zweitens spielt wohl die höhere Elastizität der Hüftmuskulatur eine Rolle, welche eine saubere Ausführung der Technik erschwert. Drittens ist die Belastung der Gelenke aufgrund der explosiveren zweiten Hälfte größer im Vergleich zum kontinuierlicheren Beschleunigen beim Angleiten – das Eindrehen dient schließlich mehr der Vorspannung als der Beschleunigung in Wurfrichtung.
Potenziell der Drehstoßtechnik überlegen ist die Radschlagtechnik, bei der ein frontales Rad mit Einhandstütz geschlagen wird, während die andere Hand die Kugel fixiert. Mit ihr können auch kleinere gymnastisch begabte Athleten mit weniger Körperkraft große Weiten erzielen, da sich der Beschleunigungsweg erheblich vergrößert. Der Weltverband erkannte allerdings ein erhöhtes Verletzungsrisiko und pochte auf die Regel, dass die Kugel oberhalb der Schultern geführt werden muss. Sie verbot die Technik zum 1. Januar 2008.

## Die Physik des Kugelstoßens

### Optimale Wurfparabel

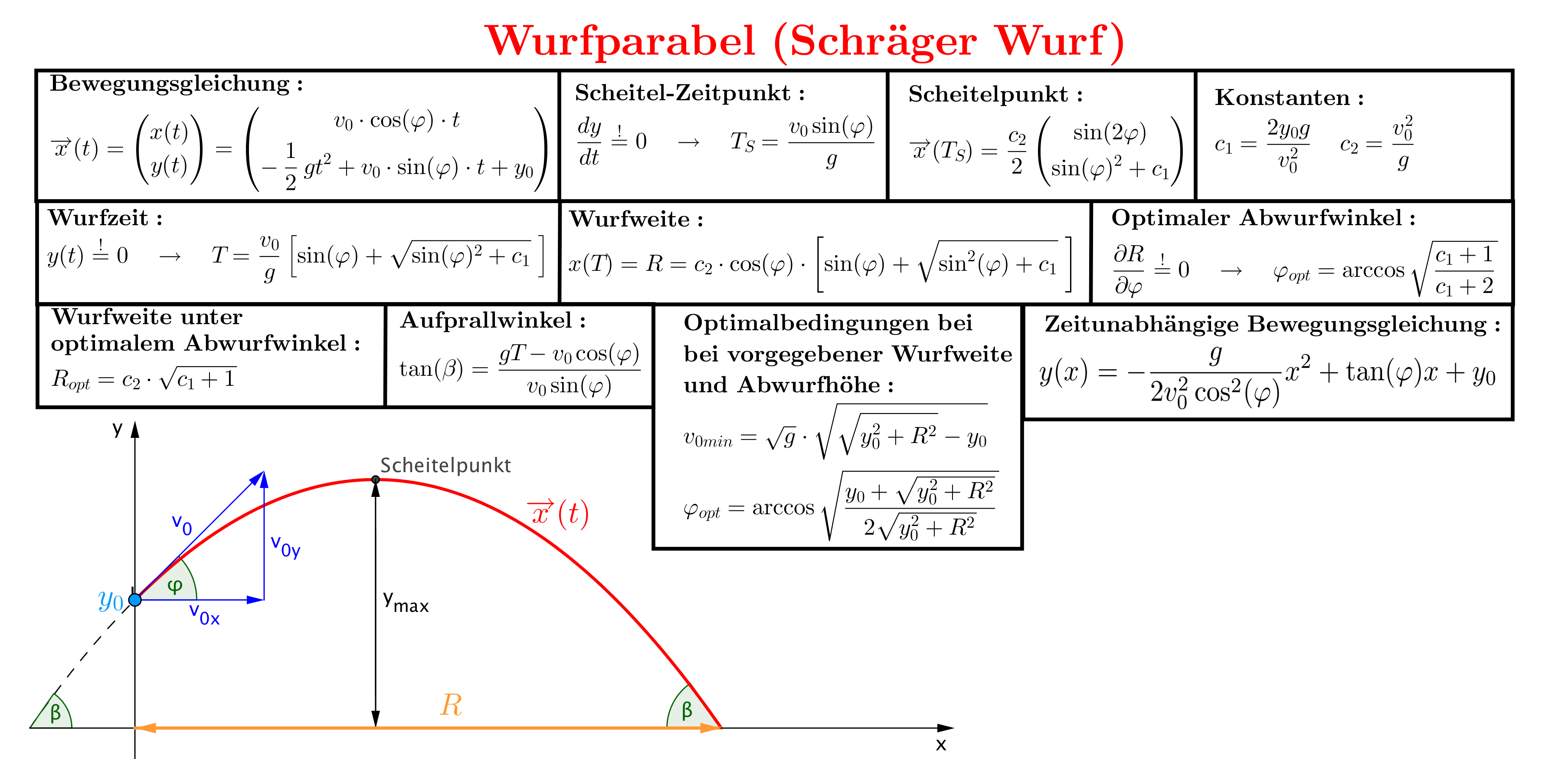
Flugbahn einer Kugel

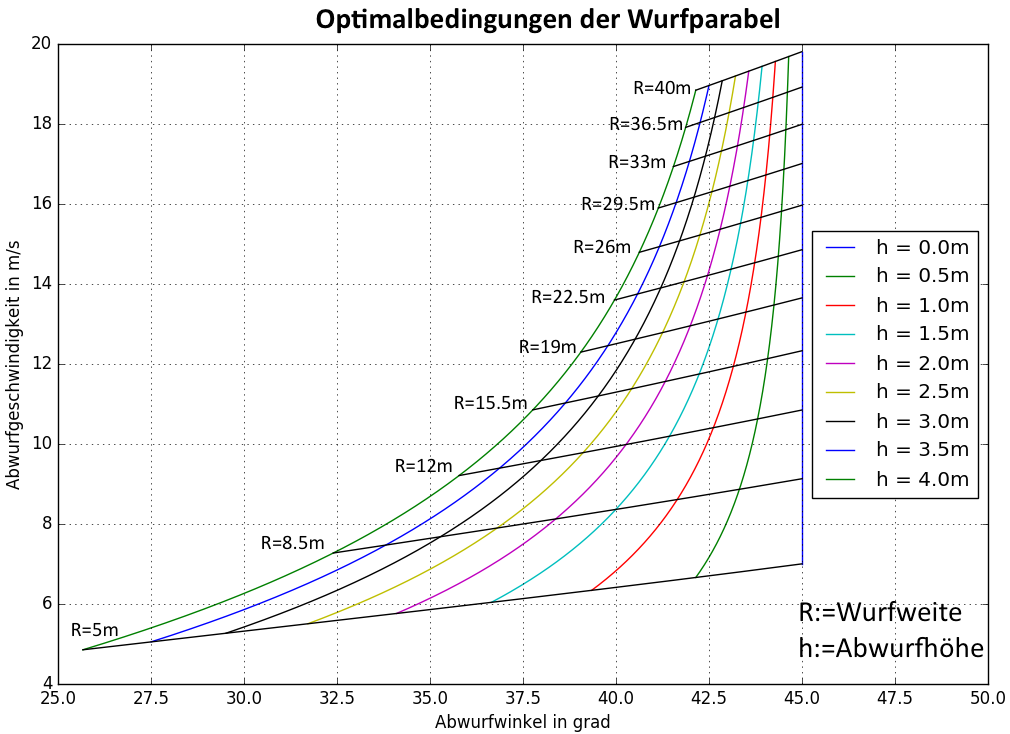
Kurvenverläufe von optimaler Abwurfgeschwindigkeit und Abwurfwinkel in Abhängigkeit von der Abwurfhöhe h und der Wurfweite R

Die Bahnkurve, die die Kugel bei einem Stoß zurücklegt, unterliegt den Gesetzen der Physik. Dabei ist in der Praxis nur die Form der Wurfparabel aufgrund der Schwerkraft interessant. Einflüsse von Luftwiderstand und Aerodynamik können praktisch vernachlässigt werden. In der nebenstehenden Abbildung ist zum einen die Flugbahn der Kugel und die mathematische Beschreibung zusammengefasst. Des Weiteren sind auch die Formeln der Optimalbedingungen angegeben.
Die Kugel bewegt sich auf einer Parabel (Wurfparabel), deren Start- und Landepunkt asymmetrisch zum Scheitelpunkt liegen, weil sich der Anfangspunkt der Parabel etwa zwei Meter (gestreckte Wurfhand des Athleten) über dem Endpunkt befindet. Daher ist die maximale Wurfweite zu erreichen, wenn die Kugel etwa in einem Winkel von 37° bis 41° zur Horizontalen weggestoßen wird. Der optimale Winkel hängt von der Größe des Athleten ab. Dazu ist nebenstehend eine Abbildung zu sehen, in welcher die Optimalbedingungen passend zu der Wurfweite und der Abwurfhöhe aufgetragen sind. Auf der Abszisse ist der optimale Winkel abzulesen und auf der Ordinate die zugehörige Abwurfgeschwindigkeit.
Selbstverständlich ist die Reichweite auch von der Stoßgeschwindigkeit abhängig.

### Verhältnis von Muskelkraft und Wurfweite
Mit der doppelten Kraft kann eine Masse in der gleichen Zeit auf die doppelte Geschwindigkeit beschleunigt werden (Geschwindigkeit = Zeit mal Kraft/Masse). Allerdings ist der Beschleunigungsweg im Kugelring begrenzt, weshalb einem kräftigeren Athleten weniger Zeit zur Ausführung des Stoßes zur Verfügung steht. Ein Athlet muss im Prinzip viermal so stark sein, um eine doppelte Abwurfgeschwindigkeit zu erreichen.
Eine doppelte Abwurfgeschwindigkeit führt bei der idealen Parabel ohne Berücksichtigung einer Abwurfhöhe zu einer vierfachen Wurfweite, sodass dort Kraft und Wurfweite proportional sind. Unter Einbezug einer Abwurfhöhe stellt sich die Situation jedoch anders dar. Schwächere Werfer profitieren stärker von der Abwurfhöhe, da der optimale Abwurfwinkel für sie flacher ist und damit eine höhere Horizontalgeschwindigkeit (im Vergleich zu 45 Grad) erlaubt. Hinzu kommt, dass eine Erhöhung der Kraft typischerweise mit einer Erhöhung der Körpermasse einhergeht, sodass die Muskelkraft überproportional steigen muss, um die Kugel zu beschleunigen.
Im Ergebnis wird eine Verdoppelung der Muskelkraft eines Athleten zu einer deutlich unterproportionalen Verbesserung der Weite führen, bei jeweils optimaler technischer Ausführung.

## Rekorde und Dopingproblematik
- Frauen: seit 1987: Natalja Lissowskaja, 22,63 m
- Männer: von 1990 bis 2021: Randy Barnes, 23,12 m

Allein das Alter der Rekordweiten von 1987 und 1990 lässt die Frage aufkommen, warum sie so lange Bestand haben. Vorher wurde der Rekord bei den Männern seit 1948 im Durchschnitt etwa alle zweieinhalb Jahre um 34 Zentimeter verbessert, bei den Frauen alle zwei Jahre um rund 45 Zentimeter. Seit Mitte der 1990er-Jahre gingen bei allen internationalen Wettkämpfen die Spitzenweiten auffällig stark zurück. 22 Meter (Männer) bzw. 21 Meter (Frauen) sind seitdem Weiten, die nur noch sehr selten übertroffen werden.
Ein herausragendes Beispiel bot der Frauenwettkampf bei den Olympischen Spielen 2012 in London, den zunächst die Weißrussin Nadseja Astaptschuk überlegen mit 21,36 m gewann. Nach Aberkennung ihrer Goldmedaille aufgrund zweier während der Spiele genommenen und positiv getesteten Dopingproben wurde nachträglich Valerie Adams aus Neuseeland zur Olympiasiegerin mit lediglich 20,70 m. Sie hatte schon vier Jahre zuvor in Peking mit 20,56 m die größte Weite erzielt.
Dass im Leistungssport seit Jahrzehnten mit Doping gearbeitet wurde, ist bekannt. Rekorde garantieren hohe Einnahmen. Besonders die Leichtathletik wurde und wird immer wieder von Skandalen belastet, wenn Spitzenathleten der Einnahme unerlaubter Mittel zur Leistungssteigerung überführt werden. Bei manchen Frauen führten die Hormonbehandlungen zur unübersehbaren Vermännlichung. Außerdem drohen den Sportlern gesundheitliche Spätfolgen, die oft bis zur Invalidität führen.
Im Kugelstoßen war lange Zeit eine Spitzenplatzierung nur durch Anwendung anaboler Steroide oder anderer Dopingpräparate möglich. 1992 in Barcelona gingen erstmals in der olympischen Geschichte alle drei Medaillen in einem Wettkampf an zuvor des Dopings überführte Sportler. Der damalige Olympiasieger Mike Stulce wurde später ebenso als Wiederholungstäter lebenslang gesperrt wie der Inhaber des bis 2021 gültigen Weltrekords Barnes. Cottrell J. Hunter, Weltmeister von 1999, ging 2000 den Dopingfahndern ins Netz.

## Statistik

### Medaillengewinner der Olympischen Spiele

#### Männer
| Jahr | Goldmedaille       | Silbermedaille         | Bronzemedaille         |
| ---- | ------------------ | ---------------------- | ---------------------- |
| 1896 | Robert Garrett     | Miltiadis Gouskos      | Georgios Papasideris   |
| 1900 | Richard Sheldon    | Josiah McCracken       | Robert Garrett         |
| 1904 | Ralph Rose         | Wesley Coe             | Lawrence Feuerbach     |
| 1906 | Martin Sheridan    | Mihály Dávid           | Eric Lemming           |
| 1908 | Ralph Rose         | Denis Horgan           | John Garrels           |
| 1912 | Pat McDonald       | Ralph Rose             | Lawrence Whitney       |
| 1920 | Ville Pörhölä      | Elmer Niklander        | Harry Liversedge       |
| 1924 | Bud Houser         | Glenn Hartranft        | Ralph Hills            |
| 1928 | John Kuck          | Herman Brix            | Emil Hirschfeld        |
| 1932 | Leo Sexton         | Harlow Rothert         | František Douda        |
| 1936 | Hans Woellke       | Sulo Bärlund           | Gerhard Stöck          |
| 1948 | Wilbur Thompson    | Jim Delaney            | Jim Fuchs              |
| 1952 | Parry O’Brien      | Darrow Hooper          | Jim Fuchs              |
| 1956 | Parry O’Brien      | Bill Nieder            | Jiří Skobla            |
| 1960 | Bill Nieder        | Parry O’Brien          | Dallas Long            |
| 1964 | Dallas Long        | Randy Matson           | Vilmos Varjú           |
| 1968 | Randy Matson       | George Woods           | Eduard Guschtschin     |
| 1972 | Władysław Komar    | George Woods           | Hartmut Briesenick     |
| 1976 | Udo Beyer          | Jewgeni Mironow        | Alexander Baryschnikow |
| 1980 | Wladimir Kisseljow | Alexander Baryschnikow | Udo Beyer              |
| 1984 | Alessandro Andrei  | Mike Carter            | Dave Laut              |
| 1988 | Ulf Timmermann     | Randy Barnes           | Werner Günthör         |
| 1992 | Mike Stulce        | Jim Doehring           | Wjatscheslaw Lycho     |
| 1996 | Randy Barnes       | John Godina            | Oleksandr Bahatsch     |
| 2000 | Arsi Harju         | Adam Nelson            | John Godina            |
| 2004 | Adam Nelson        | Joachim Olsen          | Manuel Martínez        |
| 2008 | Tomasz Majewski    | Christian Cantwell     | Andrej Michnewitsch    |
| 2012 | Tomasz Majewski    | David Storl            | Reese Hoffa            |
| 2016 | Ryan Crouser       | Joe Kovacs             | Tomas Walsh            |
| 2020 | Ryan Crouser       | Joe Kovacs             | Tomas Walsh            |
| 2024 | Ryan Crouser       | Joe Kovacs             | Rajindra Campbell      |

#### Frauen
| Jahr | Goldmedaille          | Silbermedaille            | Bronzemedaille        |
| ---- | --------------------- | ------------------------- | --------------------- |
| 1948 | Micheline Ostermeyer  | Amelia Piccinini          | Ine Schäffer          |
| 1952 | Galina Sybina         | Marianne Werner           | Klawdija Totschonowa  |
| 1956 | Tamara Tyschkewitsch  | Galina Sybina             | Marianne Werner       |
| 1960 | Tamara Press          | Johanna Lüttge            | Earlene Brown         |
| 1964 | Tamara Press          | Renate Garisch-Culmberger | Galina Sybina         |
| 1968 | Margitta Gummel       | Marita Lange              | Nadeschda Tschischowa |
| 1972 | Nadeschda Tschischowa | Margitta Gummel           | Iwanka Christowa      |
| 1976 | Iwanka Christowa      | Nadeschda Tschischowa     | Helena Fibingerová    |
| 1980 | Ilona Slupianek       | Swetlana Kratschewskaja   | Margitta Pufe         |
| 1984 | Claudia Losch         | Mihaela Loghin            | Gael Martin           |
| 1988 | Natalja Lissowskaja   | Kathrin Neimke            | Li Meisu              |
| 1992 | Swetlana Kriweljowa   | Huang Zhihong             | Kathrin Neimke        |
| 1996 | Astrid Kumbernuss     | Sui Xinmei                | Irina Chudoroschkina  |
| 2000 | Janina Karoltschyk    | Larissa Peleschenko       | Astrid Kumbernuss     |
| 2004 | Yumileidi Cumbá       | Nadine Kleinert           | nicht vergeben        |
| 2008 | Valerie Vili          | Misleydis González        | Gong Lijiao           |
| 2012 | Valerie Adams         | Gong Lijiao               | Li Ling               |
| 2016 | Michelle Carter       | Valerie Adams             | Anita Márton          |
| 2020 | Gong Lijiao           | Raven Saunders            | Valerie Adams         |
| 2024 | Yemisi Ogunleye       | Maddison-Lee Wesche       | Song Jiayuan          |

### Medaillengewinner der Weltmeisterschaften

#### Männer
| Jahr | Goldmedaille        | Silbermedaille    | Bronzemedaille      |
| ---- | ------------------- | ----------------- | ------------------- |
| 1983 | Edward Sarul        | Ulf Timmermann    | Remigius Machura    |
| 1987 | Werner Günthör      | Alessandro Andrei | John Brenner        |
| 1991 | Werner Günthör      | Lars Arvid Nilsen | Alexander Klimenko  |
| 1993 | Werner Günthör      | Randy Barnes      | Oleksandr Bahatsch  |
| 1995 | John Godina         | Mika Halvari      | Randy Barnes        |
| 1997 | John Godina         | Oliver-Sven Buder | Cottrell J. Hunter  |
| 1999 | Cottrell J. Hunter  | Oliver-Sven Buder | Oleksandr Bahatsch  |
| 2001 | John Godina         | Adam Nelson       | Arsi Harju          |
| 2003 | Andrej Michnewitsch | Adam Nelson       | Jurij Bilonoh       |
| 2005 | Adam Nelson         | Rutger Smith      | Ralf Bartels        |
| 2007 | Reese Hoffa         | Adam Nelson       | Andrej Michnewitsch |
| 2009 | Christian Cantwell  | Tomasz Majewski   | Ralf Bartels        |
| 2011 | David Storl         | Dylan Armstrong   | Andrej Michnewitsch |
| 2013 | David Storl         | Ryan Whiting      | Dylan Armstrong     |
| 2015 | Joe Kovacs          | David Storl       | O’Dayne Richards    |
| 2017 | Tomas Walsh         | Joe Kovacs        | Stipe Žunić         |
| 2019 | Joe Kovacs          | Ryan Crouser      | Tomas Walsh         |
| 2022 | Ryan Crouser        | Joe Kovacs        | Josh Awotunde       |
| 2023 | Ryan Crouser        | Leonardo Fabbri   | Joe Kovacs          |

#### Frauen
| Jahr | Goldmedaille        | Silbermedaille      | Bronzemedaille            |
| ---- | ------------------- | ------------------- | ------------------------- |
| 1983 | Helena Fibingerová  | Helma Knorscheidt   | Ilona Slupianek           |
| 1987 | Natalja Lissowskaja | Kathrin Neimke      | Ines Müller               |
| 1991 | Huang Zhihong       | Natalja Lissowskaja | Swetlana Kriweljowa       |
| 1993 | Huang Zhihong       | Swetlana Kriweljowa | Kathrin Neimke            |
| 1995 | Astrid Kumbernuss   | Huang Zhihong       | Swetla Mitkowa            |
| 1997 | Astrid Kumbernuss   | Wita Pawlysch       | Stephanie Storp           |
| 1999 | Astrid Kumbernuss   | Nadine Kleinert     | Swetlana Kriweljowa       |
| 2001 | Janina Karoltschyk  | Nadine Kleinert     | Wita Pawlysch             |
| 2003 | Swetlana Kriweljowa | Nadseja Astaptschuk | Wita Pawlysch             |
| 2005 | Olga Rjabinkina     | Valerie Vili        | Nadine Kleinert           |
| 2007 | Valerie Vili        | Nadseja Astaptschuk | Nadine Kleinert           |
| 2009 | Valerie Vili        | Nadine Kleinert     | Gong Lijiao               |
| 2011 | Valerie Adams       | Nadseja Astaptschuk | Jillian Camarena-Williams |
| 2013 | Valerie Adams       | Christina Schwanitz | Gong Lijiao               |
| 2015 | Christina Schwanitz | Gong Lijiao         | Michelle Carter           |
| 2017 | Gong Lijiao         | Anita Márton        | Michelle Carter           |
| 2019 | Gong Lijiao         | Danniel Thomas-Dodd | Christina Schwanitz       |
| 2022 | Chase Ealey         | Gong Lijiao         | Jessica Schilder          |
| 2023 | Chase Ealey         | Sarah Mitton        | Gong Lijiao               |

### Weltrekordentwicklung

#### Männer
| Weite (m) | Name                  | Datum              | Ort             |
| --------- | --------------------- | ------------------ | --------------- |
| 15,54     | Ralph Rose            | 21. August 1909    | San Francisco   |
| 15,79     | Emil Hirschfeld       | 6. Mai 1928        | Breslau         |
| 15,87     | John Kuck             | 29. Juni 1928      | Amsterdam       |
| 16,04     | Emil Hirschfeld       | 26. August 1928    | Bochum          |
| 16,04     | František Douda       | 4. Oktober 1931    | Brno            |
| 16,05     | Zygmunt Heljasz       | 29. Juni 1932      | Poznań          |
| 16,16     | Leo Sexton            | 27. August 1932    | Freeport        |
| 16,20     | František Douda       | 24. September 1932 | Prag            |
| 16,48     | John Lyman            | 21. April 1934     | Palo Alto       |
| 16,80     | Jack Torrance         | 21. April 1934     | Des Moines      |
| 16,89     | Jack Torrance         | 30. Juni 1934      | Milwaukee       |
| 17,40     | Jack Torrance         | 5. August 1934     | Oslo            |
| 17,68     | Charles Fonville      | 17. April 1948     | Lawrence        |
| 17,79     | Jim Fuchs             | 28. Juli 1949      | Oslo            |
| 17,82     | Jim Fuchs             | 29. April 1950     | Los Angeles     |
| 17,90     | Jim Fuchs             | 20. August 1950    | Visby           |
| 17,95     | Jim Fuchs             | 22. August 1950    | Eskilstuna      |
| 18,00     | Parry O’Brien         | 9. Mai 1953        | Fresno          |
| 18,04     | Parry O’Brien         | 5. Juni 1953       | Compton         |
| 18,42     | Parry O’Brien         | 8. Mai 1954        | Los Angeles     |
| 18,43     | Parry O’Brien         | 11. Juni 1954      | Los Angeles     |
| 18,54     | Parry O’Brien         | 11. Juni 1954      | Los Angeles     |
| 18,62     | Parry O’Brien         | 5. Mai 1956        | Salt Lake City  |
| 18,69     | Parry O’Brien         | 15. Juni 1956      | Los Angeles     |
| 19,06     | Parry O’Brien         | 3. September 1956  | Eugene          |
| 19,25     | Parry O’Brien         | 1. November 1956   | Los Angeles     |
| 19,25     | Dallas Long           | 28. März 1959      | Santa Barbara   |
| 19,30     | Parry O’Brien         | 11. August 1959    | Albuquerque     |
| 19,38     | Dallas Long           | 5. März 1960       | Los Angeles     |
| 19,45     | Bill Nieder           | 19. März 1960      | Palo Alto       |
| 19,67     | Dallas Long           | 26. März 1960      | Los Angeles     |
| 19,99     | Bill Nieder           | 2. April 1960      | Austin          |
| 20,06     | Bill Nieder           | 12. August 1960    | Walnut          |
| 20,08     | Dallas Long           | 18. Mai 1962       | Los Angeles     |
| 20,10     | Dallas Long           | 4. April 1964      | Los Angeles     |
| 20,20     | Dallas Long           | 29. Mai 1964       | Los Angeles     |
| 20,68     | Dallas Long           | 25. Juli 1964      | Los Angeles     |
| 21,52     | Randy Matson          | 8. Mai 1965        | College Station |
| 21,78     | Randy Matson          | 22. April 1967     | College Station |
| 21,82     | Al Feuerbach          | 5. Mai 1973        | San José        |
| 21,85     | Terry Albritton       | 21. Februar 1976   | Honolulu        |
| 22,00     | Alexandr Baryschnikow | 10. Juni 1976      | Paris           |
| 22,11*    | Rolf Oesterreich      | 12. September 1976 | Zschopau        |
| 22,15     | Udo Beyer             | 6. Juli 1978       | Göteborg        |
| 22,22     | Udo Beyer             | 25. Juni 1983      | Los Angeles     |
| 22,62     | Ulf Timmermann        | 22. September 1985 | Berlin          |
| 22,64     | Udo Beyer             | 20. August 1986    | Berlin          |
| 22,72     | Alessandro Andrei     | 12. August 1987    | Viareggio       |
| 22,84     | Alessandro Andrei     | 12. August 1987    | Viareggio       |
| 22,91     | Alessandro Andrei     | 12. August 1987    | Viareggio       |
| 23,06     | Ulf Timmermann        | 22. Mai 1988       | Chania          |
| 23,12     | Randy Barnes          | 20. Mai 1990       | Westwood        |
| 23,37     | Ryan Crouser          | 18. Juni 2021      | Eugene          |
| 23,56     | Ryan Crouser          | 27. Mai 2023       | Los Angeles     |

 * Der Stoß erfüllte formal alle Bedingungen für den Weltrekord, aufgrund politischer Entscheidungen wurde er aber vom Deutschen Turn- und Sportbund (DTSB) nicht anerkannt und in der Folgezeit vertuscht. Die offizielle Anerkennung steht trotz der 1993 erreichten Eintragung in den Bestenlisten der Deutschen Gesellschaft für Leichtathletikdokumentation (DGLD) noch aus.

#### Frauen
* Weltrekord wurde von der Frauensport-Organisation FSFI anerkannt, bevor die Internationale Leichtathletik-Föderation IAAF Frauenweltrekorde im Kugelstoßen registrierte.
| Weite (m) | Name                    | Datum              | Ort               |
| --------- | ----------------------- | ------------------ | ----------------- |
| 10,15 *   | Violette Gouraud-Morris | 14. Juli 1924      | Paris             |
| 10,84 *   | Ruth Lange              | 28. Mai 1927       | Prag              |
| 11,32 *   | Ruth Lange              | 6. August 1927     | Breslau           |
| 11,52 *   | Ruth Lange              | 3. Juni 1928       | Berlin            |
| 11,96 *   | Grete Heublein          | 15. Juli 1928      | Berlin            |
| 12,85 *   | Grete Heublein          | 21. Juli 1929      | Frankfurt am Main |
| 12,88 *   | Grete Heublein          | 28. Juni 1931      | Paris             |
| 13,70 *   | Grete Heublein          | 16. August 1931    | Bielefeld         |
| 14,38     | Grete Heublein          | 15. Juli 1934      | Warschau          |
| 14,59     | Tatjana Sewrjukowa      | 4. August 1948     | Moskau            |
| 14,86     | Klawdija Totschonowa    | 30. Oktober 1949   | Tiflis            |
| 15,02     | Anna Andrejewa          | 9. November 1950   | Ploiești          |
| 15,28     | Galina Sybina           | 26. Juli 1952      | Helsinki          |
| 15,37     | Galina Sybina           | 20. September 1952 | Frunse            |
| 15,42     | Galina Sybina           | 1. Oktober 1952    | Frunse            |
| 16,20     | Galina Sybina           | 9. Oktober 1953    | Malmö             |
| 16,28     | Galina Sybina           | 14. September 1954 | Kiew              |
| 16,29     | Galina Sybina           | 5. September 1955  | Leningrad         |
| 16,67     | Galina Sybina           | 15. November 1955  | Tiflis            |
| 16,76     | Galina Sybina           | 13. Oktober 1956   | Taschkent         |
| 17,25     | Tamara Press            | 26. April 1959     | Naltschik         |
| 17,42     | Tamara Press            | 16. Juli 1960      | Moskau            |
| 17,78     | Tamara Press            | 13. August 1960    | Moskau            |
| 18,55     | Tamara Press            | 10. Juni 1962      | Leipzig           |
| 18,55     | Tamara Press            | 12. September 1962 | Belgrad           |
| 18,59     | Tamara Press            | 19. September 1965 | Kassel            |
| 18,67     | Nadeschda Tschischowa   | 28. April 1968     | Sotschi           |
| 18,87     | Margitta Gummel         | 22. September 1968 | Frankfurt (Oder)  |
| 19,07     | Margitta Gummel         | 20. Oktober 1968   | Mexiko-Stadt      |
| 19,61     | Margitta Gummel         | 20. Oktober 1968   | Mexiko-Stadt      |
| 19,72     | Nadeschda Tschischowa   | 30. Mai 1969       | Moskau            |
| 20,09     | Nadeschda Tschischowa   | 13. Juli 1969      | Chorzów           |
| 20,10     | Margitta Gummel         | 11. September 1969 | Berlin            |
| 20,10     | Nadeschda Tschischowa   | 16. September 1969 | Athen             |
| 20,43     | Nadeschda Tschischowa   | 16. September 1969 | Athen             |
| 20,43     | Nadeschda Tschischowa   | 29. August 1971    | Moskau            |
| 20,63     | Nadeschda Tschischowa   | 19. Mai 1972       | Sotschi           |
| 21,03     | Nadeschda Tschischowa   | 7. September 1972  | München           |
| 21,20     | Nadeschda Tschischowa   | 28. August 1973    | Lwiw              |
| 21,45     | Nadeschda Tschischowa   | 29. September 1973 | Warna             |
| 21,57     | Helena Fibingerová      | 21. September 1974 | Gottwaldov        |
| 21,60     | Marianne Adam           | 6. August 1975     | Berlin            |
| 21,67     | Marianne Adam           | 30. Mai 1976       | Karl-Marx-Stadt   |
| 21,87     | Iwanka Christowa        | 3. Juli 1976       | Belmeken          |
| 21,89     | Iwanka Christowa        | 5. Juli 1976       | Belmeken          |
| 21,99     | Helena Fibingerová      | 26. Juli 1976      | Opava             |
| 22,32     | Helena Fibingerová      | 20. August 1977    | Nitra             |
| 22,36     | Ilona Slupianek         | 2. Mai 1980        | Celje             |
| 22,45     | Ilona Slupianek         | 11. Mai 1980       | Potsdam           |
| 22,53     | Natalja Lissowskaja     | 27. Mai 1984       | Sotschi           |
| 22,60     | Natalja Lissowskaja     | 7. Juni 1987       | Moskau            |
| 22,63     | Natalja Lissowskaja     | 7. Juni 1987       | Moskau            |

### Weltbestenliste

#### Männer
Alle Kugelstoßer mit einer Weite von 21,85 m oder weiter. Letzte Veränderung: 3. August 2025
1. 23,56 m  Ryan Crouser, Los Angeles, 27. Mai 2023
2. 23,23 m  Joe Kovacs, Zürich, 7. September 2022
3. 23,12 m  Randy Barnes, Westwood, 20. Mai 1990
4. 23,06 m  Ulf Timmermann, Chania, 22. Mai 1988 (Europarekord)
5. 22,98 m  Leonardo Fabbri, Brüssel, 14. September 2024
6. 22,91 m  Alessandro Andrei, Viareggio, 12. August 1987
7. 22,90 m  Tomas Walsh, Doha, 5. Oktober 2019
8. 22,86 m  Brian Oldfield, El Paso, 10. Mai 1975
9. 22,75 m  Werner Günthör, Bern, 23. August 1988 (Schweizer Rekord)
10. 22,67 m  Kevin Toth, Lawrence, 19. April 2003
11. 22,64 m  Udo Beyer, Berlin, 20. August 1986
12. 22,61 m  Darlan Romani, Palo Alto, 30. Juni 2019
13. 22,59 m  Payton Otterdahl, Des Moines, 24. April 2024
14. 22,54 m  Christian Cantwell, Gresham, 5. Juni 2004
15. 22,52 m  John Brenner, Walnut, 26. April 1987
16. 22,51 m  Adam Nelson, Portland, 18. Mai 2002
17. 22,47 m  Josh Awotunde, Eugene, 3. August 2025
18. 22,44 m  Darrell Hill, Brüssel, 31. August 2017
19. 22,44 m  Zane Weir, Padua, 3. September 2023
20. 22,43 m  Reese Hoffa, London, 3. August 2007
21. 22,32 m  Michał Haratyk, Władysławowo, 3. August 2019
22. 22,31 m  Rajindra Campbell, Zagreb, 7. September 2024
23. 22,28 m  Ryan Whiting, Doha, 10. Mai 2013
24. 22,26 m  Adrian Piperi, Eugene, 3. August 2025
25. 22,25 m  Konrad Bukowiecki, Chorzów, 14. September 2019
26. 22,24 m  Sergei Smirnow, Tallinn, 21. Juni 1986
27. 22,22 m  Bob Bertemes, Luxemburg, 4. August 2019
28. 22,21 m  Dylan Armstrong, Calgary, 25. Juni 2011
29. 22,20 m  John Godina, Carson, 22. Mai 2005
30. 22,20 m  David Storl, Lausanne, 9. Juli 2015
31. 22,12 m  Jacko Gill, Auckland,16. März 2023
32. 22,10 m  Sergei Gawrjuschin, Tiflis, 31. August 1986
33. 22,10 m  Cory Martin, Tucson, 23. Mai 2010
34. 22,09 m  Jordan Geist, Ostrava, 28. Mai 2024
35. 22,08 m  Roger Steen, Tucson, 19. Mai 2023
36. 22,02 m  Dave Laut, Koblenz, 25. August 1982
37. 22,01 m  Tomáš Staněk, Schönebeck, 2. Juni 2017
38. 22,00 m  Alexander Baryschnikow, Colombes, 10. Juli 1976
39. 21,98 m  Gregg Tafralis, Los Gatos, 13. Juni 1992
40. 21,97 m  Janus Robberts, Eugene, 2. Juni 2001
41. 21,96 m  Michail Kostin, Wizebsk, 20. Juli 1986
42. 21,96 m  O’Dayne Richards, Rabat, 16. Juli 2017
43. 21,95 m  Tomasz Majewski, Stockholm, 30. Juli 2009
44. 21,94 m  Filip Mihaljević, Karlovac, 5. Juni 2021
45. 21,93 m  Remigius Machura, Prag, 23. August 1987
46. 21,92 m  Carl Myerscough, Sacramento, 13. Juni 2003
47. 21,88 m  Armin Sinančević, Bar, 1. Mai 2021
48. 21,88 m  Uziel Muñoz, Los Angeles, 27. Mai 2023
49. 21,87 m  Cottrell J. Hunter, Sacramento, 15. Juli 2000
50. 21,85 m  Terry Albritton, Honolulu, 21. Februar 1976

- österreichischer Rekord: 20,79 m Klaus Bodenmüller, Linz, 13. Juni 1987

#### Frauen
Alle Kugelstoßerinnen mit einer Weite von 20,54 m oder weiter.
Letzte Veränderung: 29. Juni 2025
1. 22,63 m  Natalja Lissowskaja, Moskau, 7. Juni 1987
2. 22,45 m  Ilona Slupianek, Potsdam, 11. Mai 1980 (deutscher Rekord)
3. 22,32 m  Helena Fibingerová, Nitra, 20. August 1977
4. 22,19 m  Claudia Losch, Hainfeld, 23. August 1987
5. 21,89 m  Iwanka Christowa, Belmeken (BUL), 4. Juli 1976
6. 21,86 m  Marianne Adam, Leipzig, 23. Juni 1979
7. 21,76 m  Li Meisu, Shijiazhuang, 23. April 1988
8. 21,73 m  Natalja Achrimenko, Leselidse (GEO), 21. Mai 1988
9. 21,69 m  Wita Pawlysch, Budapest, 20. August 1998
10. 21,66 m  Sui Xinmei, Peking, 9. Juni 1990
11. 21,61 m  Werschinija Wesselinowa, Sofia, 21. August 1982
12. 21,58 m  Margitta Pufe, Erfurt, 28. Mai 1978
13. 21,58 m  Nadseja Astaptschuk, Minsk, 18. Juli 2012
14. 21,57 m  Ines Müller, Athen, 16. Mai 1988
15. 21,53 m  Nunu Abaschydse, Kiew, 20. Juni 1984
16. 21,52 m  Huang Zhihong, Peking, 27. Juni 1990
17. 21,46 m  Larissa Peleschenko, Moskau, 26. August 2000
18. 21,45 m  Nadeschda Tschischowa, Warna, 29. September 1973
19. 21,43 m  Eva Wilms, München, 17. Juni 1977
20. 21,42 m  Swetlana Kratschewskaja, Moskau, 24. Juli 1980
21. 21,31 m  Heike Hartwig, Athen, 16. Mai 1988
22. 21,27 m  Liane Schmuhl, Cottbus, 26. Juni 1982
23. 21,24 m  Valerie Adams, Daegu, 29. August 2011
24. 21,22 m  Astrid Kumbernuss, Göteborg, 5. August 1995
25. 21,21 m  Kathrin Neimke, Rom, 5. September 1987
26. 21,19 m  Helma Knorscheidt, Berlin, 24. Mai 1984
27. 21,10 m  Heidi Krieger, Stuttgart, 26. August 1986
28. 21,08 m  Walentyna Fedjuschyna, Leselidse (GEO), 15. Mai 1988
29. 21,06 m  Swetlana Kriweljowa, Barcelona, 7. August 1992
30. 21,05 m  Zdeňka Šilhavá, Prag, 23. Juli 1983
31. 21,01 m  Iwanka Petrowa-Stojtschewa, Sofia, 28. Juli 1979
32. 21,00 m  Mihaela Loghin, Formia, 30. Juni 1984
33. 21,00 m  Cordula Schulze, Potsdam, 21. Juli 1984
34. 20,96 m  Belsy Laza, Mexiko-Stadt, 2. Mai 1992
35. 20,95 m  Elena Stojanowa, Sofia, 14. Juni 1980
36. 20,95 m  Chase Jackson, Rathdrum, 28. Juni 2025
37. 20,91 m  Swetla Mitkowa-Sinirtas, Sofia, 24. Mai 1987
38. 20,82 m  Irina Korschanenko, Rostow, 30. Mai 1998
39. 20,80 m  Soňa Vašícková, Prag, 2. Juni 1988
40. 20,77 m  Christina Schwanitz, Peking, 2. Mai 2015
41. 20,72 m  Grit Haupt-Hammer, Neubrandenburg, 11. Juni 1987
42. 20,70 m  Natallja Michnewitsch, Minsk, 8. Juli 2008
43. 20,69 m  Jessica Schilder, Apeldoorn, 9. März 2025
44. 20,68 m  Sarah Mitton, Fleetwood, 11. Mai 2024
45. 20,63 m  Michelle Carter, Rio de Janeiro, 12. August 2016
46. 20,61 m  María Elena Sarría, Havanna, 22. Juli 1982
47. 20,61 m  Janina Karoltschyk-Prawalinskaja, Edmonton, 5. August 2001
48. 20,60 m  Marina Antonjuk, Tscheljabinsk, 10. August 1986
49. 20,58 m  Gong Lijiao, Tokio, 1. August 2021
50. 20,54 m  Zhang Liuhong, Peking, 5. Juni 1994

- österreichischer Rekord: 19,21 m Valentina Fedjuschina, Casablanca, 13. Juli 1999
- Schweizer Rekord: 18,02 m Ursula Stäheli, Zug, 14. August 1988